# Graphène
Ne doit pas être confondu avec graphane ou graphème.
Le graphène est un matériau bidimensionnel cristallin, forme allotropique du carbone dont l'empilement constitue le graphite. Des analogues inorganiques du graphène tels que les MXenes ou les MBenes ont aussi pu être développés.
Cette définition théorique est donnée par le physicien Philip R. Wallace (en) en 1947. Par la suite, le travail de différents groupes de recherche permettra de se rendre compte que la structure du graphène tout comme ses propriétés ne sont pas uniques et dépendent de sa synthèse/extraction (détaillée dans la section Production). Le graphène n'a pu être isolé et caractérisé qu'en 2004 par le groupe  d'Andre Geim, du département de physique de l'université de Manchester, qui a reçu pour cela, avec Konstantin Novoselov, le prix Nobel de physique en 2010. La structure théorique du graphène a été identifiée comme constituant l'élément structurel de base d’autres formes allotropiques, comme le graphite, les nanotubes de carbone (forme cylindrique) et les fullerènes (forme sphérique). Les principales qualités sur lesquelles la recherche en science des matériaux/chimie en Europe est centrée sont sa très bonne conductivité électrique et conductivité thermique (jusqu'à 5 300 W m−1 K−1), sa résistance mécanique, souplesse, transparence optique et son imperméabilité moléculaire,.
La stabilité du graphène est expliquée par une hybridation orbitale sp2 –une combinaison d'orbitales s, px et py t qui constituent la liaison σ. L'électron pz constitue la liaison π. Les liaisons π s'hybrident ensemble pour former la bande π et les bandes π∗. Ces bandes sont responsables de la plupart des propriétés électroniques notables du graphène, via la bande à moitié remplie qui permet aux électrons de se déplacer librement.

## Historique
La première mention du graphène remonte à sa théorisation en 1947 par le physicien P.R. Wallace de l’université de McGill dans un article sur le graphite. Par la suite, de nombreux groupes vont essayer d’obtenir des preuves de son existence qui avait longtemps été crue impossible bien qu’il constitue maintenant un « cas d'école » dans le calcul de structure de bandes électroniques. Il faudra attendre les progrès dans la microscopie électronique en transmission (1933, premier microscope MET qui dépasse les performances des microscopes optiques) pour que les premières images de graphène soient observées. En 1948, G. Ruess et F. Vogt ont fourni les premières images de graphènes de quelques couches grâce à un microscope MET. La première isolation et caractérisation de graphène monocouche est attribuée à l'équipe d'Andre Geim et Konstantin Novoselov à l'université de Manchester en Angleterre en 2004. C’est d’ailleurs à Manchester qu'a été construit le National Graphene Institute fini en 2015.

## Production

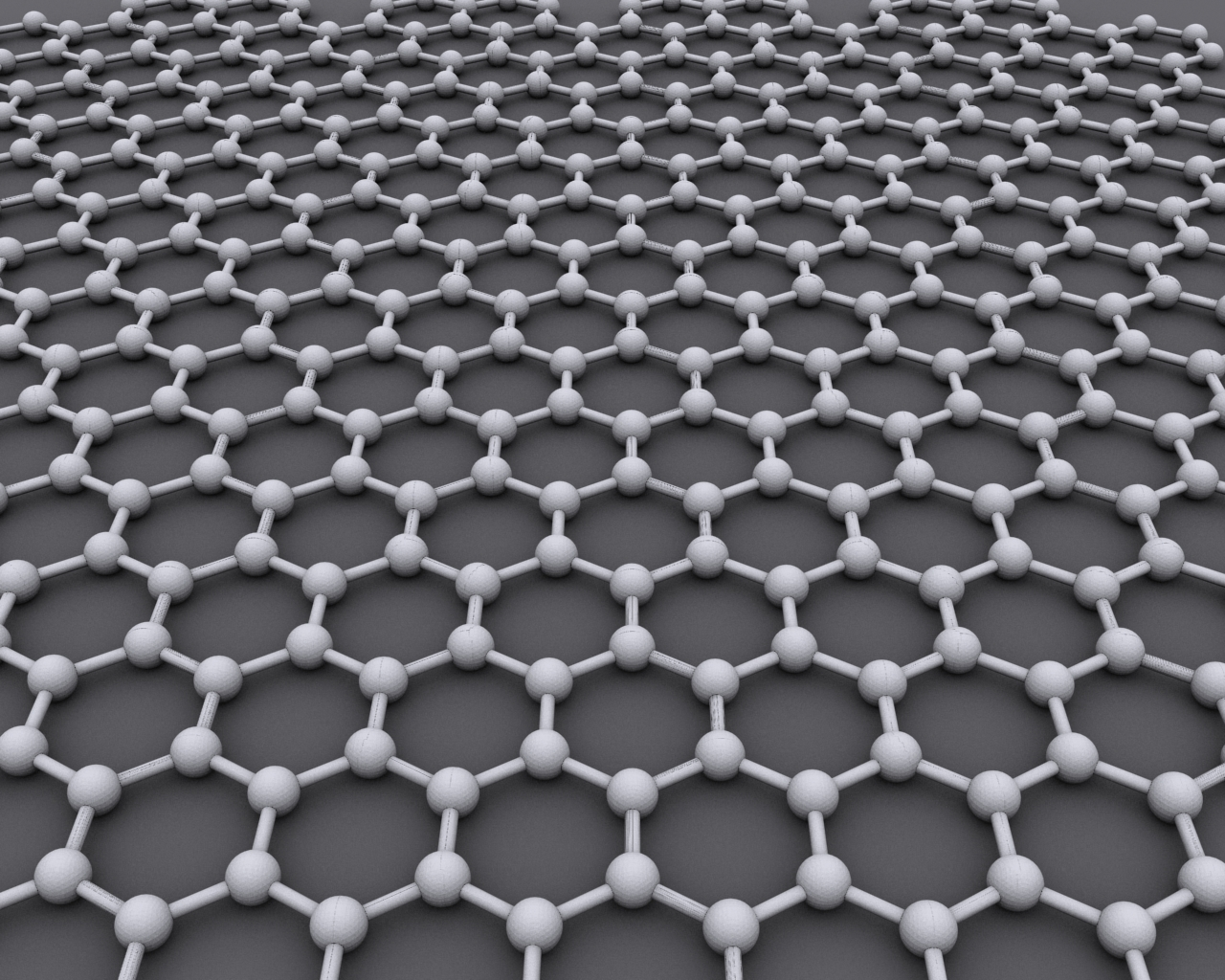
Représentation graphique du graphène.

Le graphène se trouve à l'état naturel dans les cristaux de graphite (défini comme un empilement de feuilles de graphène). Plusieurs techniques ayant pour but de rendre le graphène exploitable ont vu le jour ces dernières années. En fonction de ces méthodes, la structure et les caractéristiques du graphène changent.
En 2009, seulement les sociétés Graphene Industries et Graphene Works étaient capables de le produire. Depuis cette année, de nombreux projets publics et privés ont vu le jour avec pour objectif de diminuer le coût, jusqu'alors prohibitif, du matériau. Parmi ces programmes, on peut citer une première tentative de Ningbo Moxi Co. Ltd, qui se serait lancé en juillet 2011 dans l'étude et la construction d'une ligne de production capable de fabriquer trente tonnes de graphène par an à un coût qui pourrait être inférieur à un dollar le gramme.

### Graphène exfolié
Le principe consiste à arracher une très fine couche de graphite du cristal à l'aide d'un ruban adhésif, puis de renouveler l'opération une dizaine de fois sur les échantillons ainsi produits afin que ces derniers soient les plus fins possibles. Ils sont ensuite déposés sur une plaque de dioxyde de silicium où une identification optique permettra de sélectionner les échantillons constitués d'une unique couche.
À ce jour, cette méthode permet d'obtenir les plus grands cristallites de graphène, d'un diamètre allant jusqu'à vingt micromètres[réf. souhaitée].

### Graphène épitaxié
Il s'agit de synthétiser du graphène à partir de carbure de silicium. Un échantillon de ce dernier est chauffé sous vide à 1 300 °C afin que les atomes de silicium des couches externes s'en évaporent. Après un temps bien déterminé[Combien ?], les atomes de carbone restants se réorganisent en fines couches de graphène.

### Graphène produit parCVD
Le graphène est produit par la décomposition catalytique à haute température d'un gaz carboné (méthane, éthylène, etc.) sur un métal, en général, du cuivre, du nickel ou encore de l'iridium. La température optimale de réaction dépend du type de gaz et de métal. On distingue deux grandes familles de réaction :
- sur des métaux comme le cuivre, la décomposition du gaz carboné produit des atomes de carbone qui restent en surface du fait de leur très faible solubilité dans le métal, et interagissent pour former une couche de graphène en surface ;
- sur des métaux de type nickel, c'est la forte variation de solubilité du carbone dans le métal en fonction de la température qui permet, une fois que le carbone produit a diffusé dans le métal à haute température, de se retrouver expulsé en surface de celui-ci lorsque la température diminue. Cette technique produit en général quelques couches de graphène.

Les couches de graphène obtenues présentent généralement des défauts (grains, surcouche, froissement ou repli). Une étude concernant la réalisation de graphène à partir de précurseur d’éthylène sur des feuilles de Cu-Ni(111) monocristallines a permis d'éliminer la formation de replis lors du refroidissement en limitant la température de croissance du cristal sous 1 030 K (757 °C),.

### Graphène produit par voie chimique
- Le principe consiste à oxyder du graphite dans un milieu acide (par exemple acide sulfurique et permanganate de potassium) puis utiliser de l'hydrazine comme solvant réducteur pour purifier le graphène. Ainsi, on peut produire de grandes quantités de graphène, mais de qualité médiocre.
- En 2016, en injectant une solution de « graphènure » dans de l'eau dégazée, des chercheurs du Centre de recherche Paul-Pascal (CNRS/université de Bordeaux) et du Laboratoire Charles-Coulomb (CNRS/université de Montpellier) ont obtenu une « eau de graphène » dans laquelle des ions OH− s'adsorbent à la surface des feuillets de graphène ; cette dispersion aqueuse est la première formulation de graphène en couche unique[14].

### Graphène produit par «chauffage flash»
- Une méthode récente (2020) consiste à chauffer extrêmement vite tout objet carboné (déchet alimentaire, plastique, pneu usagé, etc.) jusqu'à la température exacte de 2 727 °C.

Elle permet de produire en quelques secondes et à moindre coût une quantité moyenne de graphène de bonne qualité et constitue de plus un excellent moyen de réduire la pollution par le plastique.

## Dynamique socio-économique et industrielle
Le graphène est un matériau présenté dans les programmes de recherche, la communication institutionnelle et les politiques industrielles comme prometteur dans les domaines de l’électronique, de la technologie ou bien de l’optique ayant des propriétés uniques offrant des perspectives commerciales très fortes. Aujourd’hui, nous assistons à une course au graphène.
En effet, en 2013, la Chine crée l’Alliance de l’innovation de l’industrie du graphène de Chine (China Innovation Alliance of the Graphène Industry ou CGIA) et a établi cinq parcs industriels (à Changzhou, Wuxi, Ningbo, Qingdao et Chongqing) pour accélérer le développement des recherches sur ce matériau.
Du côté de l’Europe, l’Union européenne a retenu le graphène comme sujet d’un FET Flagship doté d’un milliard d’euros avec pour objectif d’accélérer la mise au point et la commercialisation d’applications de ce matériau prometteur. Ce projet est le Graphene Flagship.
De son côté, l’université de Manchester a lancé le National Graphene Institute. Il fédère plus de trois cents chercheurs qui se spécialisent dans la recherche empirique et dans le transfert de technologies vers les entreprises nationales et internationales partenaires. L’institut a établi des partenariats avec plus de cent entreprises pour développer des applications utilisant le graphène.
Les attentes des scientifiques liées au graphène dans divers domaines tels que l’électronique, la santé et l’aéronautique sont grandes et les acteurs participant à cette course sont nombreux. Des observateurs s’en étonnent en raison de l’absence de succès commercial et du faible nombre d'applications mises en oeuvre. Plusieurs explications sont avancées à cet écart.
D’après des chercheurs en nanosciences, le passage à l’échelle industrielle serait difficile, car le coût d’obtention de plaquettes de graphène reste trop élevé — il représenterait des centaines d’euros par kilogramme. En fait, la fourchette de prix est assez large puisque plusieurs facteurs entrent en compte, tels que la qualité du graphène produit (économie d’échelle), la taille des plaquettes et la technique de production.
Ainsi, les produits à base de graphène constituent une niche de marché qui n'a pas vraiment réussi à décoller dans les années 2010. En 2019, la taille du marché du graphène était estimée à 79 millions de dollars, alors que le marché des nanotubes de carbone, par exemple, était estimé à 2,6 milliards de dollars,. L'industrie du graphène est encore perçue par les investisseurs potentiels comme un marché immature en raison d'un manque de normalisation et de fiabilité des propriétés du produit vendu. Les acteurs de la normalisation du graphène tels que ISO/TC 229 Nanotechnologies et EC/TC 113 Nanotechnology for electrotechnical products and systems — étant le comité technique principal — essayant de normaliser le graphène au plus vite. Cette vision par les bailleurs de fonds du marché du graphène reste le principal frein à l'expansion et au développement de ce marché spécifique.
Néanmoins, différentes entreprises telles que Samsung ou Nokia ont commencé à investir dans le graphène et bon nombre de brevets sont également déposés.
En 2015, 47 % des brevets déposés sur le graphène sont chinois, 18 % sont américains et 13 % sont coréens. L’augmentation des dépôts de brevets chinois est cependant à nuancer avec les objectifs fixés par le gouvernement par rapport aux 12e et 13e plans quinquennaux (2011-2015 et 2016-2020) dont l’un des axes stratégiques est le développement de nouveaux matériaux. 95 % des brevets chinois sur le graphène sont issus d’une seule famille de brevets, contre 71 % des brevets internationaux. De plus, dans 98 % des cas, la famille de brevets dont sont issus ces brevets chinois est également chinoise. Dans un article intitulé « Are Chinese Patent Applications Politically Driven ? » publié en 2013, des chercheurs ont montré une forte hausse des dépôts de brevets en Chine chaque année au cours du mois de décembre, pouvant aller jusqu’à 250 % par rapport aux autres mois de l’année, sur la période 1986-2007 selon les données du Bureau de la propriété intellectuelle de Chine (China’s State Intellectual Property Office, SIPO). Cette tendance suggère que ces demandes sont faites pour satisfaire les quotas imposés par le gouvernement, ce qui justifierait aussi que les brevets chinois ne proviennent que d’une seule famille. Les organisations chinoises, américaines et européennes gouvernementales et non-gouvernementales autour du graphène se multiplient.
Quelques applications du graphène d’origine chinoise ont vu le jour : l’ampoule à graphène commercialisée en mai 2016 par la société anglaise BGT Materials, le papier électronique commercialisé en 2014 par l’entreprise chinoise Guangzhou OED ainsi que le supercondensateur à base de carbone poreux. Ce matériau pourrait potentiellement être produit à plus grande échelle et introduit dans les supercondensateurs mais pour l’instant il reste un prototype.

## Coût
Sa production reste problématique et très onéreuse : six cents milliards d'euros par mètre carré selon La Recherche (2008) (chiffre relativisé par le physicien Jean-Noël Fuchs, qui déclare : 
« On lit parfois que la production d'un mètre carré de graphène reviendrait à 600 milliards d'euros. Il s'agit d'un calcul qui avait été fait il y a quelques années en tenant compte du fait qu'un très petit nombre de groupes étaient capables d'en produire, en très petite quantité, de l'ordre du millimètre carré. En réalité, le matériau de base n'est rien d'autre que du carbone, ce qui ne coûte pas très cher ! »

## Propriétés et applications
Les récentes publications scientifiques sur ce matériau suggèrent de nombreuses applications possibles.
Le graphène serait une étape pour la fabrication d'une nouvelle génération de transistors ultra rapides, de dimension nanométrique[réf. nécessaire]. De plus, il possède une excellente résistance mécanique, selon l'approche de la mécanique à cette échelle, de 42 GPa soit 42 × 109 (42 milliards) newtons par mètre carré.
En 2009, on a réussi à transformer, en une opération réversible, du graphène (conducteur électrique) en graphane (forme hydrogénée, isolante du graphène). D'autres applications concernant la fabrication d'écrans souples (en) sont également envisagées.
En 2010, il est proposé pour produire des électrodes transparentes.
Début 2014, des chercheurs britanniques ont montré dans la revue Scientific qu'une couche de graphène peut absorber 90 % de l’énergie électromagnétique sur certaines bandes de fréquence. Une fine couche pourrait donc bloquer la propagation d'un réseau sans fil, par exemple pour sécuriser ou confiner la propagation radio du Wi-Fi.
En avril 2016, des chercheurs de la faculté de médecine et de chirurgie de l’université catholique du Sacré-Cœur de Milan et de l’ISC-CNR de Rome en proposent une application médicale pour lutter contre les champignons et les bactéries des hôpitaux.
Fin 2016, une équipe de chercheurs de l’université de l'Arkansas, menée par le physicien américain Paul Thibado, a effectué des recherches sur les mouvements de ce matériau avant de publier ses conclusions dans la revue Physical Review Letters. Ces chercheurs ont réussi à créer un circuit capable de capter le mouvement thermique du graphène et de le transformer en courant électrique. Cela ouvrirait alors la voie vers une énergie propre et réutilisable à l'infini.
Cependant, la possibilité de produire de l'énergie de cette manière est controversée. En effet, elle réfuterait l'affirmation de Richard Feynman selon laquelle il est impossible d'extraire de l'énergie du mouvement brownien. Selon ces chercheurs, cette expérience permet de produire 10 µW d’énergie, indéfiniment, avec une feuille de graphène de seulement 10 µm par 10 µm.
Le graphène est également utilisable comme catalyseur dans la sonocatalyse en phase hétérogène, tout comme le nanotube de carbone et d'autres espèces carbonées.
L'usage de filtres en graphène est envisagé pour la capture du CO2.

### Électronique
Le graphène est conducteur. Sa structure de bande électronique en fait un semi-conducteur de gap nul.
L'une de ses propriétés spectaculaires est de posséder des électrons au niveau de Fermi dont la masse apparente est nulle ; ainsi, il constitue le seul système physique faisant apparaître des fermions de masse nulle, ce qui est d'un très grand intérêt pour la physique fondamentale. L'un des effets les plus frappants est l'apparition sous un champ magnétique d'un effet Hall quantique à température ambiante.
La mobilité électronique théorique est de 200 000 cm2 V−1 s−1, ce qui fait que ce matériau est particulièrement attractif pour l'électronique haute fréquence et térahertz.
Les électrons se déplacent sur le graphène, cristal bidimensionnel, à la vitesse de 1 000 km/s, soit presque 150 fois la vitesse des électrons dans le silicium (7 km/s). Grâce encore à ses propriétés de cristal bidimensionnel et à une capacité récemment découverte d'auto-refroidissement très rapide, un transistor de graphène ne s'échauffe que très peu.
En 2025, on découvre que, suffisamment pur, le graphène est électroluminescent,.

#### Double couche
Le graphène bicouche se trouve généralement soit dans des configurations décalées où les deux couches sont désalignées l'une par rapport à l'autre, soit dans des configurations avec un empilement dit de type Bernal où la moitié des atomes d'une couche se trouve au-dessus de la moitié des atomes de l'autre comme pour le graphite.
La superposition de deux couches de graphène décalées d'un angle de 1,1° constitue un isolant de Mott, dans lequel la bande de conduction n'est remplie qu'à moitié mais est très étroite, si bien que la répulsion électrostatique entre électrons empêche la circulation d'un courant électrique. Au-dessous de 1,7 K, cette bicouche devient au contraire supraconductrice c.-à-d. de résistance nulle,.
Les deux couches du graphène bicouche peuvent résister à une différence de contrainte mécanique importante qui doit culminer avec leur exfoliation.

### Stockage d'énergie
Le graphène pourrait être la clef de l'électrification des automobiles. En effet, ses caractéristiques exceptionnelles en font un support idéal pour les électrodes des batteries.
- Sa grande résistance mécanique et chimique laisse augurer une bonne durée de vie et une faible perte de capacité après de multiples cycles de charges/décharges.
- La finesse des feuilles de graphène assure une grande surface d'échange ; or c'est cette capacité à échanger des ions qui induit les performances des batteries, aussi bien en capacité énergétique qu'en vitesse pour les opérations de charge et de décharge.
- Sa très bonne conductivité réduit les risques d'échauffement, autorisant des charges plus rapides.

Des feuilles de graphène perforées et dopées au silicium ont été testées pour remplacer les anodes traditionnelles en graphite, permettant de tripler la capacité des batteries. La société SiNode Systems a réussi une levée de fonds de 1,5 million de dollars pour un projet de batterie lithium-ion graphène qui pourrait avoir une durée de vie équivalente à dix fois celle d'une batterie classique. Pour ce faire, les chercheurs ont combiné le graphène avec des particules de silicium, ce qui permet de multiplier par dix la capacité de stockage d'énergie : 3 200 mAh/g contre 300 mAh/g pour les batteries lithium-ion classiques.
L'autre voie d'utilisation pour l'énergie est la conception de super-condensateurs au graphène. Ces composants électriques ont une capacité de stockage d'énergie modeste, mais peuvent être chargés plus rapidement que les composants « traditionnels ». La structure du graphène est très efficace et permet d'atteindre des quantités d'énergie hors de portée des autres matériaux.
Le 18 octobre 2017, un brevet, déposé par le fabricant sud-coréen Samsung, a été accepté aux États-Unis et en Corée du Sud pour une batterie au graphène qui offrirait une autonomie deux fois supérieure à celle des smartphones actuels, sans échauffement et avec un temps de rechargement estimé à quinze minutes,.

### Matériaux
Ses propriétés ont pu être caractérisées par rayonnement synchrotron.
Sa résistance à la rupture est deux cents fois supérieure à celle de l'acier (tout en étant six fois plus léger)[réf. nécessaire].
Un ajout de graphène dans un polymère permet d'augmenter la dureté et la thermostabilité du polymère.
Selon Michio Kaku, physicien et futurologue américain, il pourrait à terme permettre la construction d'un ascenseur spatial destiné à remplacer les navettes spatiales américaines (mises à la retraite en 2011).
Le graphène est totalement imperméable aux gaz, tout en étant léger et flexible.

### Super-réseaux de graphène
Le graphène périodiquement empilé et son isomorphe isolant fournissent un élément structurel fascinant dans la mise en œuvre de super-réseaux hautement fonctionnels à l'échelle atomique, ce qui offre des possibilités dans la conception de dispositifs nanoélectroniques et photoniques. Différents types de super-réseaux peuvent être obtenus en empilant le graphène et ses formes apparentées. La bande d'énergie dans les super-réseaux à couches superposées s'avère plus sensible à la largeur de la barrière que celle des super-réseaux à semi-conducteurs III – V conventionnels. Lors de l'ajout de plus d'une couche atomique à la barrière à chaque période, le couplage des fonctions d'onde électroniques dans les puits de potentiel voisins peut être considérablement réduit, ce qui conduit à la dégénérescence des sous-bandes continues en niveaux d'énergie quantifiés. En faisant varier la largeur du puits, les niveaux d'énergie dans les puits potentiels le long de la direction L-M se comportent distinctement de ceux le long de la direction K-H.
Un super-réseau correspond à un agencement périodique ou quasi périodique de différents matériaux, et peut être décrit par une période de super-réseau qui confère une nouvelle symétrie de translation au système, impactant leurs dispersions de phonons et par la suite leurs propriétés de transport thermique. Récemment, des structures uniformes de graphène-hBN monocouches ont été synthétisées avec succès par lithographie couplée à un dépôt chimique en phase vapeur (CVD). De plus, les super-réseaux de graphène-hBN sont des systèmes modèles idéaux pour la réalisation et la compréhension du transport thermique des phonons cohérent (en forme d'onde) et incohérent (en forme de particule),.

## Toxicologie
Les effets biocides du graphènes sont un sujet à débat qui divise encore en 2023 les scientifiques.
En 2013, une équipe de l'université Brown étudie des « flocons » de graphène constitués de quelques couches de 10 micromètres. Mises en solution, ces nanostructures se montrent capables de transpercer les membranes cellulaires, initialement par leurs pointes (coins), permettant au graphène d'être ensuite « internalisé » dans la cellule. Les conséquences physiologiques de ce phénomène sont alors encore inconnues,.
En 2014, l'université Stony Brook conclut d'essais in vitro que trois types de nanoparticules de graphène (en forme de « nanorubans », de « nanoplaquettes » et de « nano-oignons ») ne montrent pas d'effets sur la viabilité et la différenciation de cellules souches de d'adipocytes et de moelle osseuse humaine mises en culture, et ce jusqu'à des taux de 50 μg/ml. Lors de tests de viabilité AlamarBlue et Calcein AM, exposées à des taux de 5 à 300 μg/ml durant 24 ou 72 heures, les cellules exposées ont continué à se différencier en ostéoblastes (os) ou en adipocytes (graisse). Les auteurs en ont déduit, qu'à faibles doses, ces nanoparticules ne semblent pas cytotoxiques et qu'elles pourraient donc être utilisées pour certaines applications biomédicales.
En 2016, une revue d'études, produite par Lalwani et al. fait le point sur les mécanismes connus de la toxicité du graphène. La même année, une autre revue d'études porte sur les nanomatériaux de la famille du graphène (GFN), citant plusieurs mécanismes toxiques typiques tels que les dégâts physiques à la cellule, le stress oxydatif, les dommages à l'ADN, la réponse inflammatoire, l'apoptose, l'autophagie et la nécrose cellulaire. Une autre revue d'étude, australienne, porte sur la toxicité des points quantiques de graphène (GQD pour graphene quantum dots), y compris les GQD bruts, les GQD dopés chimiquement et les GQD chimiquement fonctionnalisés, et résume les résultats des tests existants sur la toxicité in vivo et in vitro du graphène. Ce travail attire notamment l'attention sur les mécanismes d'absorption du graphène par les cellules, et les paramètres régissant la toxicité des GQD (ex. : taux, méthode de synthèse, taille des particules, chimie de surface et dopage chimique).
En 2020, une étude a montré que la toxicité du graphène varie beaucoup selon plusieurs facteurs : forme, taille et/ou pureté de la molécule ; étapes de traitement post-production, état oxydatif, groupes fonctionnels, état de dispersion, méthodes de synthèse, mais aussi voie et dose d'administration, et temps d'exposition.
En 2023, une étude explique que les études sur la toxicité du graphène ont donné des résultats contradictoires. Ces incohérences seraient dues aux types de cellules évaluées, leur bagage génétique, les techniques utilisées, les paramètres expérimentaux, les conditions de culture pour les expériences in vitro, les dérivés et formes de graphène utilisés et leurs propriétés physicochimiques. L'étude conclut sur le fait qu'il manque encore des études pour savoir la réelle toxicité du graphène.

### Covid-19
Dans le cadre de la lutte contre la pandémie, des masques contenant du graphène, matériau réputé pour ses propriétés présumées virucides, ont été retirés du marché canadien au cas où ils s’avéreraient toxiques. Ils ont été remis sur le marché le 13 juillet 2021, après une étude concluant à l'absence de risque.